# Oziórnoie (Saràtov)
|  | Per a altres significats, vegeu «Oziórnoie». |

Oziórnoie (en rus: Озёрное) és un poble de l'óblast de Saràtov, a Rússia, segons el cens del 2010 tenia 1.585 habitants. Pertany al districte municipal d'Atkarsk.